# Robert Seymour Conway
Robert Seymour Conway (Stoke Newington, 20 settembre 1864 – Londra, 28 settembre 1933) è stato un filologo classico e glottologo britannico.

## Biografia
Era il fratello maggiore di Katharine St John Conway. Fu professore di letteratura latina alla Victoria University di Manchester dal 1903 fino al suo ritiro nel 1929.
Nel 1929 si candidò per il Partito Liberale alle elezioni generali parlamentari nel collegio elettorale delle Combined English Universities, finendo secondo classificato.

## Opere
- (EN) The Italic Dialects, edited with a grammar and glossary. (1897) two volumes
- (EN) Virgil's Messianic Eclogue (1907) with Joseph B. Mayor and W. Warde Fowler
- (EN) The Restored Pronunciation of Greek and Latin with Tables and practical Illustrations (1908) with Edward Vernon Arnold
- (EN) The youth of Vergil: a lecture delivered in the John Rylands Library on 9 December, 1914
- Livius, Ab urbe condita, libri i-x, edn., Oxford, OCT (1914-1919) (and C.F. Walters)
- (EN) New studies of a great inheritance, being lectures on the modern worth of some ancient writers (1921)
- (EN) Harvard Lectures on the Vergilian Age (1928)
- Livius, Ab urbe condita, libri xxi-xxx, edn., Oxford, OCT (1929-1935) (and C.F. Walters & S.K. Johnson)
- (EN) Great Writers of Rome (1930)
- (EN) Makers of Europhttp://catalog.hathitrust.org/Record/001058193e (1931) James Henry Morgan lectures in Dickinson College for 1930
- (EN) Prae-Italic Dialects of Italy, Part I: The Venetic Inscriptions (1933)
- (EN) Ancient Italy and Modern Religion (1933) Hibbert Lectures for 1932
- P. Vergili Maronis - Aeneidos, liber primus (1935)
- (EN)  Robert Seymour Conway, The Classical Review, Vol. 47, No. 5 (November 1933), pp. 162–163.